# Club Social y Deportivo Municipal (féminines)
Pour les articles homonymes, voir CSD.
Maillots
La section féminine du CSD Municipal est un club féminin de football guatémaltèque basé à Guatemala.

## Histoire
L'équipe féminine du CSD Municipal débute en Liga Nacional de Fútbol Feminino lors du tournoi de clôture 2021.
Lors du tournoi d'ouverture 2024, le Municipal domine le Xelajú MC en finale (2-1, 1-1) pour décrocher son premier titre. Le Municipal conserve son titre lors du tournoi de clôture 2025 en battant à nouveau le Xelajú MC en finale (1-1, 2-0a. p.).
Le club participe alors au tournoi interclubs de l'UNCAF en 2025, et termine à la sixième place.

## Palmarès
Championnat du Guatemala (2) :
- Champion en 2024 (ouv.) et 2025 (clô.)